# Remo nos Jogos Olímpicos de Verão de 2020 - Skiff duplo leve feminino
A competição do skiff duplo leve feminino do remo nos Jogos Olímpicos de Verão de 2020 foi realizada entre 24 e 29 de julho de 2021, no Sea Forest Waterway, em Tóquio. Um total de 36 remadoras de 18 Comitês Olímpicos Nacionais (CON) participaram do evento.

## Qualificação
Cada CON pode classificar um único barco de duas remadoras no skiff duplo leve feminino. Um total de 18 vagas estavam disponíveis, sendo atribuídas da seguinte forma:
- 7 pelo Campeonato Mundial de 2019;
- 3 pelas regatas de qualificação da Ásia e Oceania;
- 1 pelas regatas de qualificação da África;
- 2 pelas regatas de qualificação das Américas;
- 2 pelas regatas de qualificação da Europa;
- 3 pelas regatas de qualificação finais.

## Formato
No skiff duplo leve cada barco é impulsionado por duas remadores. Por serem barcos parelhos, cada remadora usa dois remos, um de cada lado do barco; isso contrasta com os barcos de pontas em que cada remadora tem remos em apenas um lado. A competição consiste em rodadas e usa o formato de três fases. As finais são realizadas para determinar a colocação de cada barco (na final A são definidas as medalhistas). O percurso usa a distância de 2000 metros que se tornou o padrão olímpico em 1912.

## Calendário
Horário local (UTC+9)
| Dia         | Horário | Fase           |
| ----------- | ------- | -------------- |
| 24 de julho | 10:20   | Eliminatórias  |
| 25 de julho | 10:20   | Repescagem     |
| 28 de julho | 11:40   | Semifinais A/B |
| 29 de julho | 9:00    | Final B        |
| 29 de julho | 10:10   | Final A        |
| 29 de julho | 11:30   | Final C        |

## Medalhistas
| Ouro   | ITA Valentina Rodini e Federica Cesarini |
| Prata  | FRA Laura Tarantola e Claire Bové        |
| Bronze | NED Marieke Keijser e Ilse Paulis        |

## Resultados

### Eliminatórias
Os dois primeiros barcos de cada bateria se classificam para as semifinais, enquanto o restante disputa a repescagem.
Eliminatória 1
| Pos. | Raia | Remadores                          | CON                | Tempo   | Notas |
| ---- | ---- | ---------------------------------- | ------------------ | ------- | ----- |
| 1    | 2    | Laura Tarantola Claire Bové        | FRA França         | 7:03.47 | Q     |
| 2    | 1    | Valentina Rodini Federica Cesarini | ITA Itália         | 7:04.66 | Q     |
| 3    | 6    | Mary Reckford Michelle Sechser     | USA Estados Unidos | 7:05.30 | R     |
| 4    | 3    | Patricia Merz Frédérique Rol       | SUI Suíça          | 7:08.66 | R     |
| 5    | 4    | Aoife Casey Margaret Cremen        | IRL Irlanda        | 7:17.67 | R     |
| 6    | 5    | Mutiara Rahma Putri Melani Putri   | INA Indonésia      | 7:52.57 | R     |

Eliminatória 2
| Pos. | Raia | Remadores                           | CON               | Tempo   | Notas |
| ---- | ---- | ----------------------------------- | ----------------- | ------- | ----- |
| 1    | 4    | Marieke Keijser Ilse Paulis         | NED Países Baixos | 7:07.73 | Q     |
| 2    | 1    | Jill Moffatt Jennifer Casson        | CAN Canadá        | 7:11.30 | Q     |
| 3    | 6    | Chiaki Tomita Ayami Oishi           | JPN Japão         | 7:22.47 | R     |
| 4    | 5    | Lương Thị Thảo Đinh Thị Hảo         | VIE Vietnã        | 7:36.21 | R     |
| 5    | 3    | Nour El-Houda Ettaieb Khadija Krimi | TUN Tunísia       | 7:39.61 | R     |
| 6    | 2    | Yulisa López Jennieffer Zúñiga      | GUA Guatemala     | 7:53.35 | R     |

Eliminatória 3
| Pos. | Raia | Remadores                            | CON              | Tempo   | Notas |
| ---- | ---- | ------------------------------------ | ---------------- | ------- | ----- |
| 1    | 1    | Ionela Cozmiuc Gianina Beleagă       | ROU Romênia      | 7:01.74 | Q     |
| 2    | 5    | Emily Craig Imogen Grant             | GBR Grã-Bretanha | 7:03.29 | Q     |
| 3    | 4    | Anastasia Lebedeva Maria Botalova    | ROC              | 7:07.67 | R     |
| 4    | 3    | Ina Nikulina Alena Furman            | BLR Bielorrússia | 7:10.15 | R     |
| 5    | 2    | Valentina Cavallar Louisa Altenhuber | AUT Áustria      | 7:26.22 | R     |
| 6    | 6    | Milka Kraljev Evelyn Silvestro       | ARG Argentina    | 7:29.27 | R     |

### Repescagem
Os três primeiros barcos de cada bateria se classificam para as semifinais, enquanto o restante disputa a Final C (fora da chance por medalhas).
Repescagem 1
| Pos. | Raia | Remadores                           | CON                | Tempo   | Notas |
| ---- | ---- | ----------------------------------- | ------------------ | ------- | ----- |
| 1    | 4    | Mary Reckford Michelle Sechser      | USA Estados Unidos | 7:21.25 | Q     |
| 2    | 2    | Ina Nikulina Alena Furman           | BLR Bielorrússia   | 7:26.99 | Q     |
| 3    | 3    | Chiaki Tomita Ayami Oishi           | JPN Japão          | 7:34.45 | Q     |
| 4    | 1    | Milka Kraljev Evelyn Silvestro      | ARG Argentina      | 7:39.53 | FC    |
| 5    | 5    | Nour El-Houda Ettaieb Khadija Krimi | TUN Tunísia        | 7:54.95 | FC    |
| 6    | 6    | Mutiara Rahma Putri Melani Putri    | INA Indonésia      | 8:03.19 | FC    |

Repescagem 2
| Pos. | Raia | Remadores                            | CON           | Tempo   | Notas |
| ---- | ---- | ------------------------------------ | ------------- | ------- | ----- |
| 1    | 4    | Patricia Merz Frédérique Rol         | SUI Suíça     | 7:22.02 | Q     |
| 2    | 3    | Anastasia Lebedeva Maria Botalova    | ROC           | 7:22.72 | Q     |
| 3    | 5    | Aoife Casey Margaret Cremen          | IRL Irlanda   | 7:23.46 | Q     |
| 4    | 1    | Valentina Cavallar Louisa Altenhuber | AUT Áustria   | 7:42.31 | FC    |
| 5    | 2    | Lường Thị Thảo Đinh Thị Hảo          | VIE Vietnã    | 7:53.69 | FC    |
| 6    | 6    | Yulisa López Jennieffer Zúñiga       | GUA Guatemala | 8:13.27 | FC    |

### Semifinais
Os três primeiros barcos de cada bateria se classificam para a Final A, enquanto o restante disputa a Final B (fora da chance por medalhas).
Semifinal A/B 1
| Pos. | Raia | Remadores                    | CON               | Tempo   | Notas |
| ---- | ---- | ---------------------------- | ----------------- | ------- | ----- |
| 1    | 5    | Emily Craig Imogen Grant     | GBR Grã-Bretanha  | 6:41.99 | FA    |
| 2    | 3    | Laura Tarantola Claire Bové  | FRA França        | 6:42.92 | FA    |
| 3    | 4    | Marieke Keijser Ilse Paulis  | NED Países Baixos | 6:43.85 | FA    |
| 4    | 2    | Patricia Merz Frédérique Rol | SUI Suíça         | 6:48.92 | FB    |
| 5    | 1    | Aoife Casey Margaret Cremen  | IRL Irlanda       | 6:49.24 | FB    |
| 6    | 6    | Ina Nikulina Alena Furman    | BLR Bielorrússia  | 6:54.78 | FB    |

Semifinal A/B 2
| Pos. | Raia | Remadores                          | CON                | Tempo   | Notas  |
| ---- | ---- | ---------------------------------- | ------------------ | ------- | ------ |
| 1    | 4    | Valentina Rodini Federica Cesarini | ITA Itália         | 6:41.36 | FA, WB |
| 2    | 5    | Mary Reckford Michelle Sechser     | USA Estados Unidos | 6:41.54 | FA     |
| 3    | 3    | Ionela Cozmiuc Gianina Beleagă     | ROU Romênia        | 6:42.08 | FA     |
| 4    | 1    | Anastasia Lebedeva Maria Botalova  | ROC                | 6:45.23 | FB     |
| 5    | 6    | Chiaki Tomita Ayami Oishi          | JPN Japão          | 6:56.52 | FB     |
| 6    | 2    | Jill Moffatt Jennifer Casson       | CAN Canadá         | 7:00.82 | FB     |

### Finais
As regatas finais definem as posições de todos as remadores. Na Final A são decididos as medalhistas.
Final C
| Pos. | Raia | Remadores                            | CON           | Tempo   | Notas |
| ---- | ---- | ------------------------------------ | ------------- | ------- | ----- |
| 13   | 3    | Milka Kraljev Evelyn Silvestro       | ARG Argentina | 7:05.82 |       |
| 14   | 4    | Valentina Cavallar Louisa Altenhuber | AUT Áustria   | 7:15.25 |       |
| 15   | 2    | Lường Thị Thảo Đinh Thị Hảo          | VIE Vietnã    | 7:19.05 |       |
| 16   | 5    | Nour El-Houda Ettaieb Khadija Krimi  | TUN Tunísia   | 7:22.25 |       |
| 17   | 1    | Mutiara Rahma Putri Melani Putri     | INA Indonésia | 7:25.06 |       |
| 18   | 6    | Yulisa López Jennieffer Zúñiga       | GUA Guatemala | 7:27.51 |       |

Final B
| Pos. | Raia | Remadores                         | CON              | Tempo   | Notas |
| ---- | ---- | --------------------------------- | ---------------- | ------- | ----- |
| 7    | 3    | Patricia Merz Frédérique Rol      | SUI Suíça        | 6:49.16 |       |
| 8    | 5    | Aoife Casey Margaret Cremen       | IRL Irlanda      | 6:49.90 |       |
| 9    | 4    | Anastasia Lebedeva Maria Botalova | ROC              | 6:51.65 |       |
| 10   | 2    | Chiaki Tomita Ayami Oishi         | JPN Japão        | 6:54.94 |       |
| 11   | 6    | Ina Nikulina Alena Furman         | BLR Bielorrússia | 6:57.84 |       |
| 12   | 1    | Jill Moffatt Jennifer Casson      | CAN Canadá       | 6:59.72 |       |

Final A
| Pos.              | Raia | Remadores                          | CON                | Tempo   | Notas |
| ----------------- | ---- | ---------------------------------- | ------------------ | ------- | ----- |
| Medalha de ouro   | 4    | Valentina Rodini Federica Cesarini | ITA Itália         | 6:47.54 |       |
| Medalha de prata  | 2    | Laura Tarantola Claire Bové        | FRA França         | 6:47.68 |       |
| Medalha de bronze | 1    | Marieke Keijser Ilse Paulis        | NED Países Baixos  | 6:48.03 |       |
| 4                 | 3    | Emily Craig Imogen Grant           | GBR Grã-Bretanha   | 6:48.04 |       |
| 5                 | 5    | Mary Reckford Michelle Sechser     | USA Estados Unidos | 6:48.54 |       |
| 6                 | 6    | Ionela Cozmiuc Gianina Beleagă     | ROU Romênia        | 6:49.40 |       |